# Rudne Łyse
Rudne Łyse – zlikwidowany przystanek osobowy w Pupkowiznie na linii kolejowej Myszyniec – Kolno, w powiecie ostrołęckim, w województwie mazowieckim, w Polsce.